# István Szlipcsevics

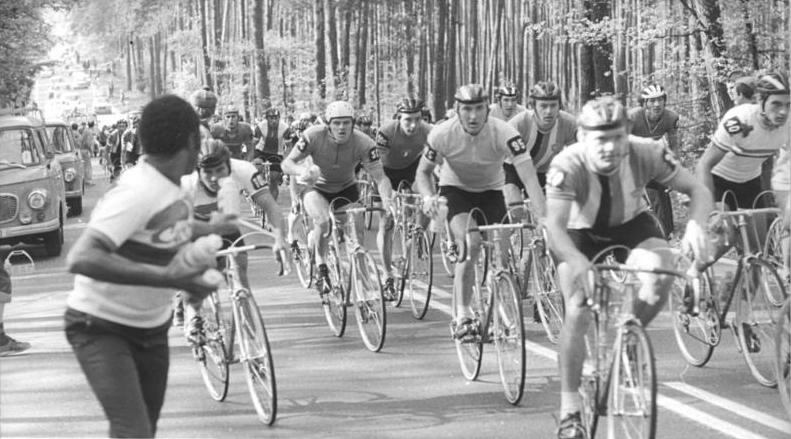
István Szlipcsevics 1977 mit Startnummer 40

István Szlipcsevics ist ein ehemaliger ungarischer Radrennfahrer und nationaler Meister im Radsport.

## Sportliche Laufbahn
1975 siegte Szlipcsevics im Prolog der Internationalen Friedensfahrt und trug das Gelbe Trikot einen Tag. Die Internationale Friedensfahrt fuhr er viermal. 1974 wurde er 42., 1976 64. und 1978 47. der Gesamtwertung. 1975 schied er aus.
1974 und 1975 wurde er nationaler Meister im Mannschaftszeitfahren. 1978 wurde er Dritter im Etappenrennen Csepel-Cup.